# Кашмирский конфликт
Кашмирский конфликт — длящийся с 1947 года конфликт между Индией, Пакистаном и (частично) Китайской Народной Республикой из-за принадлежности Кашмира, основная причина индо-пакистанского конфликта.

## Начало конфликта
Во время раздела Британской Индии в августе 1947 года в княжестве Джамму и Кашмир правил махараджа Хари Сингх, индуист, однако 77 % его подданных были мусульманами. В нескольких районах княжества вспыхнуло восстание против махараджи. Затем, 21 октября 1947 года, ополчение пуштунских племён афридиев, юсуфзаев и масудов с территории Пакистана, а потом и «пакистанские добровольцы» вторглись в княжество на помощь восставшим единоверцам-мусульманам.
24 октября 1947 года на территории, занятой ими, было провозглашено создание суверенного образования Азад-Кашмир («Свободный Кашмир») и вхождение всего княжества в состав Пакистана. В ответ на это Хари Сингх заявил о присоединении Кашмира к Индии и обратился к индийскому правительству за военной помощью.

## Первая индо-пакистанская война
Спешно посланные в Кашмир индийские войска остановили пакистанцев недалеко от столицы Кашмира — города Сринагар. Затем, 28 октября—22 декабря 1947 года состоялись переговоры между Индией и Пакистаном по проблеме принадлежности Кашмира. На этих переговорах стороны в принципе признали необходимость свободного волеизъявления населения Кашмира. Однако военные действия не были приостановлены, в них вскоре оказались задействованы регулярные воинские части Пакистана. Бои приняли затяжной характер и продолжались почти год. Эти события считаются первой индо-пакистанской войной.
К 1 января 1949 года боевые действия были прекращены, а в августе под контролем ООН была проведена Линия прекращения огня, разделившая Кашмир на две части — подконтрольные, соответственно, Индии и Пакистану. Под пакистанский контроль попало 77,5 тыс. км² — почти половина княжества. В регион прибыли военные наблюдатели ООН
Несколько резолюций ООН (21 апреля и 3 июня 1948 и 5 января 1949 года) призывали обе стороны к выводу войск и проведению плебисцита, однако ни Индия, ни Пакистан не пожелали вывести свои части, заявляя об оккупации части Кашмира противоположной стороной. СССР с самого начала считал Азад Кашмир незаконно оккупированной территорией Индии. США заявляли о «нерешённой проблеме», но фактически поддерживали Пакистан. В 1956 году, после принятия закона о новом административном делении страны, Индия предоставила своим кашмирским территориям статус штата Джамму и Кашмир. Летней столицей штата остался Сринагар, зимней стал город Джамму. Линия прекращения огня превратилась де-факто в государственную границу между Индией и Пакистаном.
Из территории Кашмира, находящейся под пакистанским контролем, большая часть земель была выделена в особое Агентство северных территорий в составе Пакистана со столицей в городе Гилгит, а в составе Азад Кашмира осталось лишь 2169 кв. км. в виде узкой полосы вдоль Линии прекращения огня. Резиденцией правительства Азад Кашмира стал Музаффарабад. Азад Кашмир имеет статус государства, ассоциированного с Пакистаном. Это квазигосударственное образование формально имеет даже свои вооружённые силы.
Обладание хотя бы частью Кашмира имеет особую важность для Пакистана, поскольку это отрезает Индию от непосредственного выхода в Центральноазиатский регион и к Афганистану, а Пакистан получает общую границу с Китаем, являющимся его союзником.
После индо-китайской войны 1962 года пакистанское руководство начало переговоры с КНР о демаркации границы в Кашмире. В 1963 году, после подписания пакистано-китайского пограничного соглашения, у Китая оказалась, как полагают индийцы, часть законной индийской территории, долина Шаксгама (в дополнение к тому, что Китай оккупировал Аксайчин, ещё одну часть Кашмира, с начала 1950-х годов).

## Вторая индо-пакистанская война
Во время второй индо-пакистанской войны 1965 года, которая началась из-за секретной операции Пакистана, пытавшегося вызвать восстание в контролируемой Индией части Кашмира, боевые действия велись как в Кашмире, так и за его пределами. Они не выявили победителя и война завершилась без территориальных изменений после вмешательства ООН.

## Третья индо-пакистанская война
В 1971 году произошла третья, самая крупная индо-пакистанская война. Она окончилась капитуляцией пакистанских войск в Восточном Пакистане, отторжением от Пакистана этой провинции и провозглашением там независимого государства Бангладеш. Бои шли и в Кашмире, хотя там ни одной из сторон не удалось добиться решающего успеха. Летом 1972 года в городе Симла в Индии главы обоих государств подписали соглашение, которое закрепило результат войны и согласно которому стороны обязались впредь разрешать все спорные вопросы мирным путём. Согласно соглашению, в Кашмире была установлена Линия контроля, почти совпавшая с Линией прекращения огня 1949 года. Симлское соглашение, однако, по-разному толкуется каждой из сторон.
Пакистан считает Кашмирский конфликт международным спором и сохраняет за собой право выносить данный вопрос на обсуждение на международных форумах, допуская посредничество других государств. Он требует проведения плебисцита, ссылаясь на соответствующие резолюции ООН. Пакистан говорит о невозможности начала переговоров с Индией по каким-либо прочим вопросам без первоочерёдного решения кашмирской проблемы.
Индия же выступает против признания кашмирской проблемы международным спором и отвергает какую-либо возможность плебисцита. Главным требованием Индии является прекращение «трансграничного терроризма» — прямой поддержки Пакистаном мусульманских боевиков в индийском штате Джамму и Кашмир. Индия выступает за необходимость ведения переговоров по кашмирской проблеме без обязательной увязки её со всеми остальными двусторонними спорными моментами и претензиями (всего их насчитывается семь).

## Восстание в Джамму и Кашмире
В конце 1980-х годов обстановка в Джамму и Кашмире сильно обострилась на фоне общего социально-экономического кризиса. Там резко активизировалась деятельность сразу нескольких террористических организаций, требовавших «свободы оккупированного Индией Кашмира» под исламскими лозунгами. Пакистанские власти стали снабжать боевиков оружием и предоставили им на своей территории лагеря для подготовки. В действиях террористических групп в Джамму и Кашмире значительное участие принимали и афганские моджахеды.

## Сиаченский конфликт
Кроме того, произошли столкновения регулярных войск Индии и Пакистана на Линии контроля в 1984—1986 годах на высокогорном леднике Сячэн близ китайской территории. Линия контроля не проходит по этому леднику (по соглашению 1949 года Линия прекращения огня должна была устанавливаться «до ледников»), таким образом он является фактически территорией с неопределённым статусом.
С 1987 по 2001 годы в Кашмире практически не было дня без обстрела погранзастав той или иной стороны (нередко с применением артиллерии) или дня без нападения боевиков. В 1990 году в Джамму и Кашмире в связи с резкой эскалацией было введено прямое президентское правление и в штат были введены индийские войска численностью до 20 дивизий. К 2001 году в результате почти беспрерывных схваток с боевиками и террористических актов Индия потеряла более 30 тысяч военнослужащих и мирных жителей (в Пакистане же говорят о, по меньшей мере, 70 тысячах кашмирцев, погибших «от рук индийских варваров» и «многотысячных» потерях индийских военнослужащих). Пакистан официально постоянно отрицал свою причастность к действиям боевиков в штате Джамму и Кашмир, заявляя лишь о моральной поддержке «борцов за свободу Кашмира» и о «нарушениях прав человека» и «притеснениях мусульман» в Кашмире и в Индии в целом.
В 1995 году правительство Индии начало уделять повышенное внимание развитию хозяйства штата Джамму и Кашмир, в сентябре 1996 года состоялись выборы в Законодательное собрание штата. Боевики стали терять сторонников. Если раньше большую часть боевиков составляли местные жители, то к концу 1990-х годов до 70 % боевиков были пакистанцами и афганцами.

## Каргильская война
В мае 1999 года начался беспрецедентный с 1971 года рост напряжённости в Кашмире. До тысячи боевиков, проникнувших из Пакистана, преодолели Линию контроля в пяти секторах. Отбросив небольшие гарнизоны индийских погранзастав, они закрепились на индийской стороне Линии контроля на ряде тактически важных высот. Их прикрывала пакистанская артиллерия, ведшая огонь через Линию контроля. Так началась Каргильская война. Этот конфликт окончился победой индийцев, им к концу июля 1999 года удалось отбить практически все территории, захваченные боевиками в первые дни боёв.
Крайне высокая напряжённость на границе Индии и Пакистана сохранялась и после каргильских боёв. 10 августа 1999 года два индийских МиГ-21 сбили в приграничной зоне пакистанский патрульный самолёт «Атлантик-2», весь экипаж которого — 17 человек — погиб. После этого другой индийский МиГ был обстрелян пакистанскими зенитными ракетами. До сих пор не выяснены все обстоятельства этого происшествия, и каждая из сторон утверждает, что сбитый самолёт находился в её воздушном пространстве.
С февраля 2000 года возобновились стычки на Линии контроля, хотя Индия и объявляла с ноября 2000 по конец мая 2001 года мораторий на военные операции против исламских боевиков в Кашмире. Пакистан также инициировал объявление моратория на боевые действия со стороны одной из основных исламских кашмирских вооружённых группировок — «Хизб-уль-Муджахедин».
В мае 2001 года глава Пакистана Мушарраф в ответ на приглашение посетить Индию дал принципиальное согласие нанести такой визит. Эта встреча на высшем уровне завершилась безрезультатно, поскольку ни одна из сторон не пожелала отойти от своей давно известной позиции по кашмирской проблеме. Тем не менее, сам факт проведения встречи был значим, поскольку стороны признали возможность вести диалог друг с другом и проявили желание возобновить прерванный переговорный процесс.
Однако после встречи возобновились несколько затихшие после окончания Каргильского кризиса перестрелки на Линии Контроля между регулярными частями обеих стран. В октябре в Кашмире произошло несколько терактов, а после нападения 13 декабря группы боевиков на здание индийского парламента в Дели Индия, обвинившая Пакистан в пособничестве террористам, начала перебрасывать войска к границе с Пакистаном и Линии контроля в Кашмире. Весь декабрь 2001 и январь 2002 года оба государства вновь балансировали на грани войны.
В мае 2002 года Индия и Пакистан были ближе к войне, чем когда-либо после Каргильского конфликта. Три четверти сухопутных сил Индии и практически все сухопутные силы Пакистана были подтянуты к границе. Войну удалось предотвратить во многом благодаря активной позиции мирового сообщества, в первую очередь России и США.
В конце 2001 года в Джамму и Кашмире действовало примерно 6—10 тысяч вооружённых боевиков. Как правило, ежегодное усиление активности боевиков приходилось на конец весны, поскольку в это время года освобождаются от снега горные проходы, по которым боевики просачивались через Линию контроля. Они переходили Линию контроля обычно группами по 3—4 человека, объединяясь затем в отряды по 20—30 человек. Боевики нападали на правительственные учреждения, полицейские участки и военные объекты. Иногда эти нападения перерастали в крупные столкновения с индийскими полицейскими и военными.
В Джамму и Кашмире дислоцировано, по некоторым[чьим?] данным, до 300 тысяч индийских военнослужащих (почти третья часть всех сухопутных сил Индии), крупные силы полиции и военизированных формирований.

## C 2015 года
Начиная с 2015 года, пропакистанские вооружённые формирования в Кашмире всё больше участвовали в высокопрофессиональных атаках смертников против индийских сил безопасности. В июле 2015 года трое вооружённых людей напали на автобус и отделение полиции в городе Гурдаспур. В 2016 году 4—6 вооружённых людей напали на военный аэропорт Патханкот. В феврале и июне 2016 года нападавшие убили 9 и 8 сотрудников сил безопасности в Пемпоре.
В июле-сентябре 2016 года в контролируемой Индией части Кашмира были убиты более 80 человек, после того как 8 июля индийские солдаты застрелили одного из лидеров местных вооруженных формирований Бурхана Вани. В августе 2016 года, по меньшей мере, 10 мирных жителей погибли и более 50 получили ранения после того, как Индия и Пакистан обменялись артиллерийским огнём в районе спорного участка границы. Шесть человек погибли на пакистанской территории. Ещё четыре человека были убиты с индийской стороны на территории штата Джамму и Кашмир.
18 сентября 2016 года боевики напали на военный лагерь индийской армии в городе Ури. Нападавшие перед рассветом проникли на территорию лагеря и начали атаку с применением огнестрельного оружия и гранат. В результате погибло 18 индийских солдат.
29 сентября 2016 года индийские власти заявили, что индийская армия нанесла «хирургические удары» по боевикам, которые, предположительно, готовили вторжение со стороны подконтрольной Пакистану части Кашмира. Как сообщил источник в вооруженных силах Индии, индийские спецподразделения пересекли границу с Пакистаном и нанесли удар по примерно десятку точек, где предполагаемые боевики готовились проникнуть на территорию Индии. Пакистанские власти сообщили, что в перестрелке погибли двое пакистанских военных, однако опровергли информацию о том, что Индия нанесла какие-либо точечные удары на противоположной стороне фактической границы. Премьер-министр Пакистана осудил «беспричинную и неприкрытую агрессию» Индии и созвал совещание кабинета министров для обсуждения дальнейших шагов.
31 декабря 2017 года на командно-тренировочный центр в селе Леспора[где?] было совершено нападение боевиков, которые убили свыше 40 сотрудников сил безопасности.

### Эскалация конфликта в феврале 2019 года
14 февраля 2019 года в округе Пулвама на шоссе Джамму — Сринагар террорист-смертник на автомобиле со взрывчаткой врезался в автобус, перевозивший индийских полицейских, в результате чего 40 полицейских погибли. Организация Джаиш-е-Мухаммад взяла на себя ответственность за этот теракт.
26 февраля 2019 года 12 самолётов Dassault Mirage 2000 в сопровождении 4 самолётов Су-30МКИ индийских ВВС пересекли линию контроля в Кашмире и нанесли авиаудар по территории, контролируемой Пакистаном. Индия заявила, что авиаудар по военному лагерю Джаиш-е-Мохаммад в Балакоте был нанесён в ответ на нападение в Пулваме. По данным Индии, в ходе атаки было убито около 350 боевиков. После авиаудара самолёты вернулись в воздушное пространство Индии без потерь. ВВС Пакистана подняло в воздух F-16, но к тому моменту самолёты ВВС Индии покинули зону атаки.
27 февраля 2019 года в течение всего дня шли перестрелки вдоль линии контроля между армиями Пакистана и Индии с применением стрелкового оружия и миномётов.
В ходе пограничного конфликта 27 февраля 2019 года произошёл воздушный бой между авиационными группами ВВС Индии и ВВС Пакистана. Со стороны ВВС Индии в воздушном бою приняли участие 8 истребителей: четыре Су-30МКИ и два МиГ-21УПГ «Копье» (МиГ-21-93), два Dassault Mirage 2000 со стороны ВВС Пакистана — 24 самолёта, среди которых были восемь F-16, четыре Dassault Mirage III, четыре JF-17 Thunder. Остальные 12 самолётов ВВС Пакистана сопровождали ударную группу и не принимали участие в сражении. По заявлению Индии, в результате воздушного боя МиГ-21 сбил один F-16, упавший на части подконтрольной Пакистану территории Джамму и Кашмира. Представители ВВС Пакистана опровергли участие в сражении самолётов F-16 однако представители ВС Индии показали обломки ракеты AIM-120, запуск которой возможен только с многофункциональных истребителей F-16 из всех тех, что находятся на вооружении ВВС Пакистана. Свидетельств сбития F-16 индийская сторона не представила. Сам МиГ-21 в воздушном бою был сбит пакистанским истребителем JF-17, лётчик катапультировался и был взят в плен. Пленённый индийский военный лётчик Абхинандан Вартхаман 1 марта 2019 года был передан Пакистаном официальным представителям Индии.

### Эскалация конфликта в апреле 2025 года
22 апреля 2025 года в Джамму и Кашмире террористы расстреляли 26 туристов, среди которых было 25 индийских граждан и один гражданин Непала. Ответственность за теракт на себя взяла признанная в Индии террористической организация  «Фронт сопротивления», появившаяся в 2019 году.
Правительство Индии обвинило Пакистан в причастности к этому теракту, не предоставив, однако, никаких подтверждающих это доказательств. Была взаимно сокращена численность персонала посольств, приостановлена выдача индийских виз пакистанцам и были аннулированы уже выданные, и был закрыт единственный сухопутный пограничный переход между странами («Вагах-Аттари»).
Правительство Индии также решило приостановить действие договора о водах Инда. 24 апреля Индией были закрыты 4 шлюза и таким образом была заблокировано течение реки Инд в направлении Пакистан.
Правительство Пакистана предприняло зеркальные меры. Воздушное пространство Пакистана было закрыто для всех самолётов индийских авиакомпаний. Вся торговля между двумя странами была также приостановлена.
25 апреля 2025 года ВС Индии заявили об обстреле своих пограничных постов со стороны Пакистана в районе линии контроля в Джамму и Кашмире. Индийские силы открыли ответный огонь.
26 апреля 2025 года перестрелки на пограничной линии контроля повторились.
В ночь на 7 мая 2025 года индийские вооружённые силы нанесли удары по объектам в Пакистане и пакистанском Кашмире. В тот же день пакистанские вооружённые силы нанесли удар по приграничным территориям Индии в Кашмире и поразили штаб бригады индийских вооруженных сил.

## Отражение в искусстве
- Рушди С. Клоун Шалимар, роман, 2005.
- Сикандар (2009), реж. П. Джха.,
- Мгновения (2010), реж. Р. Дхолакия.
- Хайдер (2014), реж. В. Бхардвадж.
- Художественный фильм Линия контроля: Каргил (2003), реж. П. Дутта.
- Рой А. "Министерство наивысшего счастья", роман, 2017.